# Новосілки (Березинський район)
Новосілки (біл. вёска Наўасёлкі) — село в складі Березинського району Мінської області, Білорусь. Село підпорядковане Березинській сільській раді, розташоване в східній частині області.